# Corispermum orientale
Corispermum orientale là loài thực vật có hoa thuộc họ Dền. Loài này được Lam. mô tả khoa học đầu tiên năm 1786.